# Уса (притока Німану, нижня)
Уса (рос. Усса) — річка в Білорусі, у Воложинському, Столбцовському й Новогрудському районах Мінської й Гродненської області. Права притока Німану (басейн Дніпра).

## Опис
Довжина річки 75 км, площа басейну водозбору 665 км². Згідно Географічного словника Королівства Польського та інших слов'янських країн довжина річки складала 77 верст, або 82,15 км.

## Розташування
Бере початок на північно-східній стороні від села Заболоть. Спочатку тече на північний схід, повертає на південний захід і тече через село Кулі. Далі тече понад Слобідкою і повертає на північний захід. У Налібоцький пущі річка повертає на південний захід і біля села Куписк впадає у річку Німан.
Притоки: Шура (ліва), Знам'янка (права).
Населені пункти вздовж берегової смуги: Дроздовщина, Серкулі, Лубень, Школьни, Пільніца, Рудня Пільнянська, Усса, Галяндерня.

## Цікавий факт
- У XIX столітті річка мала такі притоки: Городище, Шура, Речиця, Фербина, Кам'янка, Лобежода, Кроманиця (ліві); Козелець, Знам'янка, Лаговка, Липниця, Бистра (праві).